# Hugo II de Blois

Primeiro Escudo de armas do condado de Blois.

Escudo de Armas da união da Casa de Blois com a de Châtillon.

Hugo II de Châtillon (9 de Abril de 1258 – 1303 ou 1307) foi conde de Saint Pol entre 1289 e 1292 e de Blois entre 1292 e 1307. Era filho do conde Guido II e Matilda de Brabante.
Casou-se, em 1287, com Beatriz de Flandres, filha de Guido, conde de Flandres, e de Isabel de Luxemburgo. Dessa união, nasceram dois filhos:
1. Guido (†1342), conde de Blois e de Dunois;
2. João (†1329), senhor de Château-Renard e de Millançay.

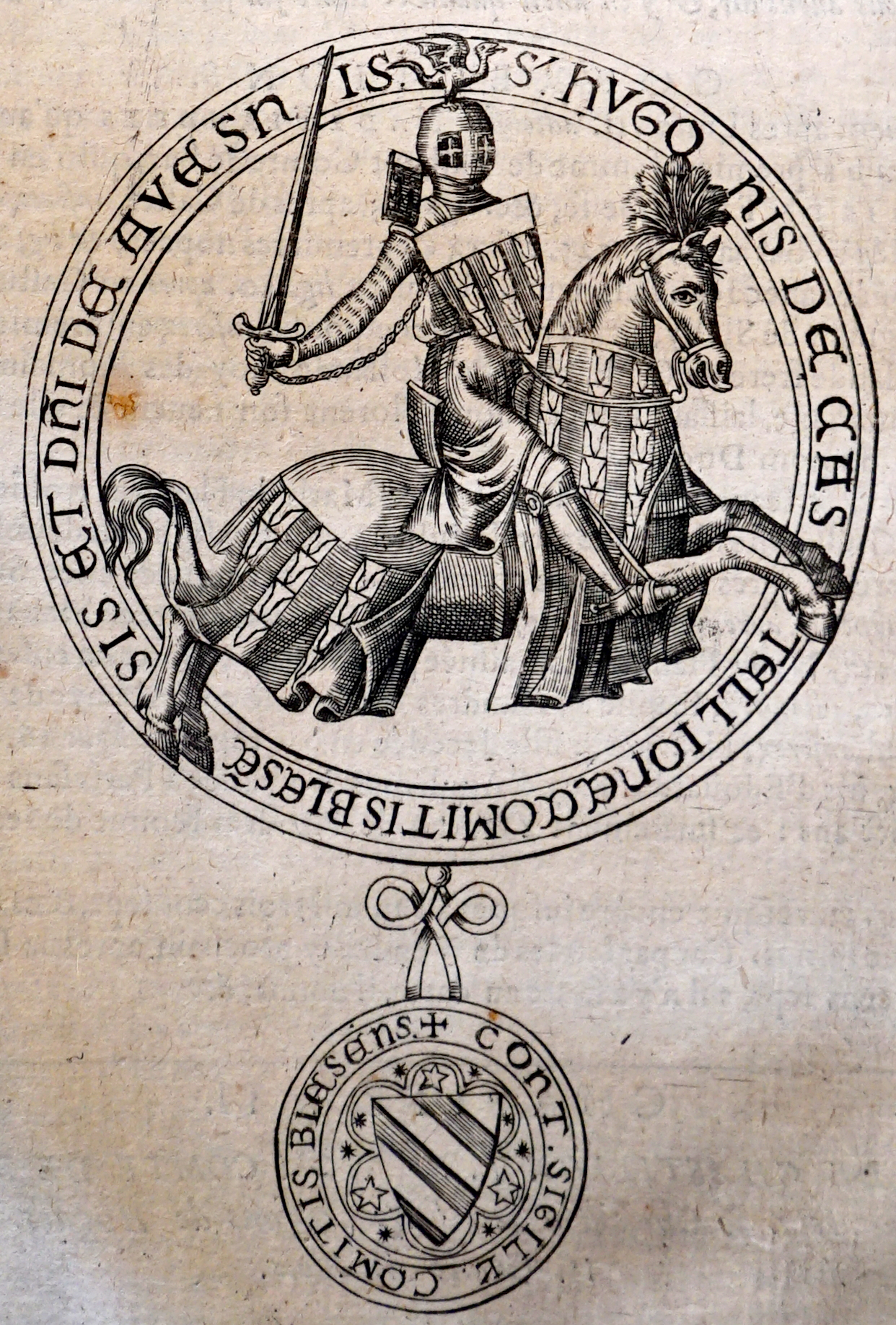

Em 1289, com a morte de seu pai, herdou o Condado de Saint-Pol uma vez que era o primogênito. No entanto, ao falecer sua prima Joana sem deixar herdeiros, Hugo herdou o Condado de Blois, como seu parente mais próximo, deixando Saint-Pol com seu irmão Guido.